# RBM39
RBM39‏ (RNA binding motif protein 39) هوَ بروتين يُشَفر بواسطة جين RBM39 في الإنسان.